# Guaraque
Guaraque is een gemeente in de Venezolaanse staat Mérida. De gemeente telt 11.000 inwoners. De hoofdplaats is Guaraque.